# Zweiwassermühle
Zweiwassermühle ist eine Wüstung auf dem Gemeindegebiet des Marktes Nordhalben im oberfränkischen Landkreis Kronach in Bayern.

## Geographie
Die Einzelsiedlung lag auf einer Höhe von 532 m ü. NHN direkt an der Grenze zu Thüringen. Die Staatsstraße 2198 führte nach Tschirn (2,8 km westlich) bzw. zu einer Kreuzung bei Nordhalben (1,8 km südöstlich).

### Gewässer
Bei Zweiwassermühle fließen der Rosenbaumbach vom Westen und der Grumbach vom Osten zur Nordhalbener Ködel zusammen.

## Geschichte
In der Nordhalbener Amtsbeschreibung tauchte der Name Zweiwasser erstmals 1584 auf. Eine Schneid- und Mahlmühle wurde vermutlich erst Ende des 18. bzw. Anfang des 19. Jahrhunderts errichtet. Zweiwassermühle gehörte ursprünglich zum Fürstentum Reuß jüngerer Linie, später zum thüringischen Landkreis Schleiz. Eingepfarrt waren die Einwohner nach Titschendorf. Die Kinder wurden in der Schule in Nordhalben unterrichtet. Im Sommer 1946 wurde der Verlauf der ehemals thüringisch-bayerischen Landesgrenze im Bereich der Mühle neu festgelegt. Der Mühlgraben wurde zur Demarkationslinie und die Zweiwassermühle gehörte ab diesem Zeitpunkt zur amerikanisch besetzten Zone. Die Bewohner siedelten in den 1970er Jahren nach Nordhalben um. Im Jahr 1990 wurden die Gebäude abgerissen.

### Einwohnerentwicklung
| Jahr      | 001950 | 001961 | 001970 | 001987 |
| Einwohner | 13     | 8      | 4      | †      |
| Häuser    | 2      | 2      |        | †      |
| Quelle    | [ 5 ]  | [ 6 ]  | [ 7 ]  | [ 8 ]  |

## Weblink
- Zweiwassermühle in der Ortsdatenbank des bavarikon, abgerufen am 6. Mai 2023.